# Eulepte vogli
Eulepte vogli là một loài bướm đêm trong họ Crambidae.